# Alexander Dill (Soziologe)
Alexander Dill (* 1959 in München) ist ein deutscher Soziologe.

## Werdegang
Dill promovierte in Soziologie bei Dietmar Kamper an der FU Berlin. Anschließend war er nach eigenen Angaben in verschiedenen Berufen tätig, darunter bei der Planung von Biomasseheizwerken, der Koordinierung des „deutschen Auslandsmarketings“ und der Gründung der Internetkloster Software GmbH 2002. Danach wandte Dill sich wieder der Soziologie zu und veröffentlichte 2007 am Institut der Nobelpreisträgerin Elinor Ostrom (1933–2012) an der University of Indiana eine Bewertung der Gemeingüter in einem Commons Index.
2009 gründete er auf Anregung von Ostrom das „Basel Institute of Commons and Economics“ zur Messung von Gemeingütern und Sozialkapital.
Dill veröffentlichte Essays und Kommentare u. a. für Die Zeit, Standard, Tagesspiegel, Süddeutsche Zeitung, Frankfurter Allgemeine Zeitung, Telepolis, Euro am Sonntag und recherchierte über den deutschen Anteil an der Welt-Finanzkrise für Spiegel Online.
Vorworte zu Dills Büchern schrieben unter anderem Helmut Kohl (1997 für Marketing für Deutschland), Roman Herzog (Deutsche Stiftung für Wagniskultur) und Jochen Hörisch (Dein Staat gehört Dir!).
Seit 2016 ist Dill Leiter des World Social Capital Monitor. Der World Social Capital Monitor ist bei den Vereinten Nationen als ein freiwilliges Partnerschaftsprojekt zur Förderung der United Nations Sustainable Development Goals registriert.
Dill ist Vater von drei Söhnen.

## Veröffentlichungen
- Philosophische Praxis – eine Einführung. Fischer Taschenbuch Verlag, Frankfurt 1990, ISBN 3-596-42327-9.
- Marketing für Deutschland: 112 Original-Ideen aus 43 Ländern. Mit einem Vorwort von Dr. Helmut Kohl. Transfer Ideas, Teisendorf 1996, ISBN 3-9805170-0-4 (als Hrsg.).
- Die Erfolgsfalle: Erfahrungen mit Businessplänen, Erfolgsgurus und einem guten Leben. Goldmann, München 2006, ISBN 3-442-33746-1.
- Gemeinsam sind wir reich: wie Gemeinschaften ohne Geld Werte schaffen.  Oekom, München 2012, ISBN 978-3-86581-288-9.
- Dein Staat gehört Dir! Ein Abschiedsbrief an das Wutbürgertum. Heise, Hannover 2013, ISBN 978-3-944099-01-9.
- Die Welt neu bewerten – Warum arme Länder arm bleiben und wie wir das ändern können. Oekom Verlag, München 2017, ISBN 978-3-86581-841-6.